# عبد الهادي محبوبة
عبد الهادي محبوبة (1918 - 2001)،  أكاديمي عراقي وأول رئيس لجامعة البصرة للفترة من 1964 إلى 1968. تلاه في رئاسة الجامعة الأستاذ صادق الخياط.
كان متزوجاً من الشاعرة نازك الملائكة. وله منها ولد واحد اسمه البراق.